# Sialis bilobata
Sialis bilobata is een insect uit de familie Sialidae, die tot de orde grootvleugeligen (Megaloptera) behoort. De soort komt voor in het zuidwesten van de Verenigde Staten.